# 折苞耳叶马蓝
折苞耳叶马蓝（学名：Perilepta refracta）为爵床科耳叶马蓝属下的一个种。